# 守護者 (DC漫畫)
守衛者（英語：Guardian），全名詹姆斯·雅各布·“吉姆”·哈珀（James Jacob "Jim" Harper），是美國DC漫畫的超級英雄，由作家/藝術家喬·西蒙和藝術家傑克·柯比於1942年4月推出。隨後也有幾位角色使用這個稱號。
守衛者類似於早期的柯比和西蒙創作的角色美國隊長（十三個月前由漫威漫畫首次出版），在那裡他沒有超能力並攜帶著堅不可摧的盾牌。 當柯比於 1970 年返回華盛頓時，他最終將這個角色重新塑造為超人系列中的配角：作為卡德摩斯計劃的安全負責人的克隆人。
在綠箭宇宙系列電視劇《女超人》中，由麥卡德·布魯克斯飾演的吉米·奧爾森成為了超級英雄「守衛者」。 然而，詹姆斯·哈珀在第一季中飾演艾迪·麥克林托克飾演的海軍上校。

## 出版歷史
他首次出現在《 Star-Spangled Comics》 #7（1942 年 4 月）中，由 Jack Kirby 和 Joe Simon 創建。

## 歷代守衛者

### 吉姆·哈珀
吉姆·哈珀是大都會自殺貧民窟的一名警官，他成為一名義務警員，負責抓捕法律無法起訴的騙子，並稱自己是在保護社會免受犯罪分子的侵害。他接受了前拳擊手喬·摩根（訓練另外兩名神秘男子野貓 (DC 漫畫)和第一任原子俠 Atom 的同一人）的訓練以適應格鬥條件。他沒有超能力，但他帶著防彈盾。
他得到了一群被稱為報童軍團的男孩的幫助，他實際上是他們的監護人，自願收留他們而不是讓他們被送進監獄；他這樣做的理由是他們基本上是需要機會的好孩子。 軍團長大後成為卡德摩斯計劃的負責人，隨後將哈珀的思想從他垂死的衰老身體轉移到他自己的年輕克隆中，從而挽救了哈珀的生命。
後來透露，吉姆哈珀是羅伊哈珀的叔叔，羅伊哈珀以“Speedy”的名義成為綠箭俠的搭檔。

### 黃金守衛者
在《超人夥伴Jimmy Olsen》 #135（1971 年 1 月）中，Jack Kirby 重新介紹了現在長大的報童軍團的男孩作為與 DNA 項目（後來的卡德摩斯項目），一個遺傳學研究實驗室相關的配角。該項目的一項實驗是克隆已故的吉姆·哈珀，Jimmy Olsen接替其前任的角色，並成為項目的安全負責人，成為黃金守衛者。 危機後，這個角色被簡單地稱為守衛者。
即使在前報童離開後，哈珀仍然是卡德摩斯的安全主管。 最終，他也被殺死了，儘管另一個克隆人被創造出來並迅速長大成人，保留了他前任的所有記憶。 在與阿曼達·沃勒 (Amanda Waller) 和盧瑟總統發生爭執後，這位守衛者與卡德摩斯的其他成員一起消失了，他的下落不明。

### 馬爾·鄧肯
在《少年泰坦》第 44 期（1976 年 11 月）中，之前未裝扮的泰坦 Mal Duncan 以守衛者的名義，穿著原版的服裝和具有力量增強能力的外骨骼。 兩位守衛者終於在《超人家族》#s 191-193（9 月 78 日至 2 月 79 日）相遇，當時 Mal 幫助從亞當手中拯救了 Harper 克隆人，這是一個邪惡的克隆人，使用來自 Harper 和 Dubbilex 的遺傳物質創建，他們已經控制了 DNA 項目。
《無限地球危機》取消了鄧肯作為守衛者的職業生涯，儘管他在危機期間確實短暫地出現在他的守衛者服裝中。
Mal 出現在 Young Justice 的前兩季中。 馬爾被證明是大黃蜂的男朋友和後來的未婚夫。 他以守衛者的身份（以吉姆·哈珀的名字命名）以保護正義堂免受攻擊。

### 傑克·喬丹
2005 年，格蘭特·莫里森 (Grant Morrison) 的《七名士兵》(Seven Soldiers megaseries) 引入了一個基於原版守衛者創建的新角色，《曼哈頓衛士》傑克·喬丹 (Jake Jordan)。

## 其他媒體

### 影集
- 少年版的守衛者以 Private H.I.V.E. 的名義出現為超級惡棍。 在由 Greg Cipes 配音的《少年泰坦》動畫系列中。 顧名思義，他是 H.I.V.E. 學院（與卡德摩斯相反）並且是該節目版本的可怕五人組的成員。 私人 H.I.V.E. 擁有與 Guardian 相同的服裝和盾牌，但帶有 H.I.V.E. 徽章位於他的胸部、腰帶和盾牌的中央。 和 Guardian 一樣，Private H.I.V.E 非常有紀律和軍事主義，經常以“先生”這個詞結束句子。
- 守衛者出現於《少年泰坦》動畫系列，由克里斯賓·弗里曼配音[7]。  “獨立日”一集中，他是卡德摩斯計劃的成員，但 Aqualad 提到他也是一位知名的超級英雄。在 Blockbuster 被 Robin、Aqualad、Kid Flash 和 Superboy 擊敗，然後被一些正義聯盟成員帶走後，Guardian 接管了卡德摩斯大樓，計劃與 Dubbilex 和阿曼達·斯賓塞博士一起將其變成一個更溫和的卡德摩斯版本。在“議程”一集中，他被問及他與紅箭（羅伊哈珀）的相似之處，守衛者稱他是紅箭的叔叔。在第一季和第二季之間，紅箭得知吉姆也是羅伊·哈珀的克隆人。在“打撈”一集中，Guardian 陪同綠箭俠、黑金絲雀、夜翼和閃電小子為紅箭（他仍在尋找原版 Speedy）進行溝通。吉姆（克隆人）告訴羅伊（克隆人），卡德摩斯的政策是銷毀源材料，他必須尊重最初的羅伊。 Roy 的克隆人拒絕並繼續尋找 Speedy（原版 Roy Harper）。 Guardian 甚至承認他不確定自己的 Jim Harper 是誰。在“Cornered”一集中，Mal Duncan 在一次襲擊中在正義大廳裡找到 Jim Harper 的服裝和盾牌後，正式接任新的守衛者。在《少年正義聯盟：局外人》中，夜翼向吉姆、最初的羅伊和紅箭求助，後者現在由威爾幫助釋放超人類。每個哈珀都表現出獨特的個性，但他們在一起打得很好，他們甚至似乎把彼此視為家人。
- 綠箭宇宙系列影集出現幾個版本的守衛者
  - 《女超人》的詹姆斯·哈珀(由埃迪·麥克林托克飾演)的劇集“獵手”中。 在這一集中，哈珀是美國海軍陸戰隊的一名上校，與露西·萊恩一起前往調查漢克·亨肖的失踪以及隨後被火星獵人取代的事件。 哈珀試圖讓火星獵人和亞歷克斯·丹弗斯（DEO 特工和超女的養姐）在卡德摩斯計劃中進行實驗，結果被超女和露西·萊恩阻撓。 在這一集的結尾，火星獵人抹去了哈珀對該事件的記憶，並得知亞歷克斯的父親也在卡德摩斯計劃中。[8]
  - 《女超人》的James Olsen，由麥卡德·布魯克斯飾演[9]。 由於奧爾森因父親的死而壓抑對犯罪的憤怒，並且因為他的父親是一名戰爭英雄，所以他成為了被稱為守衛者的義務警員[10]。 他第一次出現在該系列中，他是前 Daily Planet 攝影師，在第一集中成為 CatCo 的新藝術總監[11]。這個角色的描述是非裔美國人，並稱自己為“詹姆斯”而不是“吉米”。與大多數版本的他不同，他表現得更加自信、獨立和負責。在飛行員中，奧爾森透露他知道卡拉的秘密，並且知道她是超人的表妹。超人實際上建議奧爾森搬到國家城來監視她。與他大部分歷史上的漫畫書對手不同，奧爾森也知道克拉克的秘密。奧爾森還透露自己有一段悲慘的過去；當他還是個孩子的時候，他的父親就被犯罪分子奪走了。當 Cat Grant 搬到 Metropolis 時，James 被任命為 National City 的 CatCo 負責人。在 Supergirl 劇集“Changing”中，在 Olsen 穿著特別設計的西裝並揮舞著為他設計的盾牌幫助對抗寄生蟲之後，他透露Guardian 作為他選擇的代號。一名義務警員後來利用Guardian作為替罪羊殺死兇手，不再講技術問題；然而，詹姆斯設法逮捕了冒名頂替者。 
    - 詹姆斯·奧爾森(守衛者)的第二個替代版本出現在“地球-X 危機，第 1 部分”中[12]; 地球-X 的守衛者是自由戰士團的成員，並穿著以美國國旗為圖案的服裝。 他的任務是保護新帝國的時間門戶，但被 Earth-X 納粹元首奧利弗昆恩殺死。

  - 在《女超人》第六季的第十二集中，詹姆斯·奧爾森的妹妹凱莉·奧爾森由阿齊·特斯費飾演，將接替他的Guardian。 她介紹的那一集也是由這位女演員撰寫的 [13]。

### 電影
在《鋼鐵英雄》中，美國空軍的內森·哈迪上校（由克里斯托弗·梅洛尼飾演）使用代號“守衛者”。 他在超人村協助 Kal-El 與氪星惡棍 Faora-Ul 戰鬥，贏得雙方相互尊重。 在黑色零號攻擊大都會期間，與露易絲·萊恩和埃米爾·漢密爾頓一起，他們將卡爾的火箭逆向工程成幻影驅動器，將[[佐德將軍的部隊送回幻影區。 碰撞後，爆炸將黑零、法奧拉、哈代和漢密爾頓吸入該區域，並將露易絲送出直升機。

### 網路劇
守衛者（馬爾·鄧肯）出現在《DC超級英雄女孩》。 他被視為超級英雄高中的背景學生之一。

## 資料來源
1. 1 2  Greenberger, Robert, , Dougall, Alastair  (编), , New York: Dorling Kindersley: 150, 2008, ISBN 0-7566-4119-5, OCLC 213309017
2. ↑  Wallace, Daniel; Dolan, Hannah, ed. . . Dorling Kindersley. 2010: 41. ISBN 978-0-7566-6742-9. Joe Simon and Jack Kirby took their talents to a second title with Star-Spangled Comics, tackling both the Guardian and the Newsboy Legion in issue #7.
3. ↑  Greenberger, Robert; Pasko, Martin. . Del Rey. 2010: 111-113. ISBN 978-0-345-50108-0.
4. ↑  Nevins, Jess. . High Rock Press. 2013: 120. ISBN 978-1-61318-023-5.
5. ↑  Thomas, Roy. . TwoMorrows Publishing. 2006: 84. ISBN 978-1893905375.
6. ↑  Superboy #82 (January 2001) DC Comics.
7. ↑  .   [2021-07-18]. （原始内容存档于2012-09-27）.
8. ↑  . 18 March 2016  [2021-07-18]. （原始内容存档于2021-03-03）.
9. ↑  Goldberg, Lesley. . The Hollywood Reporter. January 28, 2015  [2021-07-18]. （原始内容存档于2015-01-29）.
10. ↑  Swift, Andy. . TV Line. October 11, 2016  [2021-07-18]. （原始内容存档于2016-10-15）.
11. ↑  Mitovich, Matt Webb. . TVLine. October 31, 2014  [October 31, 2014]. （原始内容存档于2015-11-21）.
12. ↑  .   [2021-07-18]. （原始内容存档于2021-01-26）.
13. ↑  .   [2021-07-18]. （原始内容存档于2021-05-08）.